# Achromadora micoletzkyi
Achromadora micoletzkyi is een rondwormensoort uit de familie van de Cyatholaimidae. De wetenschappelijke naam van de soort is voor het eerst geldig gepubliceerd in 1915 door Stefanski.